# ARN-polymérase I
L'ARN-polymérase I, ou Pol I, est une nucléotidyltransférase présente chez les eucaryotes supérieurs. C'est l'une des ARN-polymérases des eucaryotes, avec l'ARN-polymérase II, l'ARN-polymérase III et l'ARN-polymérase IV. Elle réalise la transcription de l'ARN ribosomique — hormis l'ARN ribosomique 5S, synthétisé par l'ARN-polymérase III — et produit de la sorte environ 80 % des ARN totaux d'une cellule.
Il s'agit d'une enzyme de 590 kDa constituée de 14 sous-unités protéiques dont la structure cristalline a été résolue à 2,8 Å chez Saccharomyces cerevisiae en 2013. 12 sous-unités sont identiques ou apparentées à leur contrepartie dans l'ARN polymérase II (Pol II) et l'ARN polymérase III (Pol III), les deux autres sous-unités étant apparentées à des facteurs d'initiation de la Pol II et à des analogues structuraux de la Pol III.
La transcription de l'ADN ribosomique est confinée dans les nucléoles, où sont concentrées environ 400 copies des gènes de 32 kb de l'ARN ribosomique. Chaque copie contient une séquence d'environ 13,3 kb codant l'ARNr 18S, l'ARNr 5,8S et l'ARNr 28S parmi des espaceurs non codants qui sont par la suite clivés. En raison de la simplicité de la transcription réalisée par cette enzyme, l'ARN polymérase I contribue à près de 60 % de la transcription de l'ADN dans les cellules en croissance rapide.
Chez Saccharomyces cerevisiae, l'ARNr 5S présente la particularité de se trouver à l'intérieur de l'unité répétitive d'ADN ribosomique. Il est transcrit dans le sens inverse par l'ARN polymérase III de façon distincte du reste de l'ADN ribosomique.